# 300 PS (Auto ...)
300 PS (Auto…) ist ein Lied der österreichischen Pop-Rock-Band Erste Allgemeine Verunsicherung aus dem Jahr 1994.

## Entstehung und Veröffentlichung
Geschrieben und produziert wurde das Lied von EAV-Mitglied Thomas Spitzer. Bei der Produktion erhielt er Unterstützung durch David Bronner und Bandkollegen Klaus Eberhartinger.
Die Erstveröffentlichung von 300 PS (Auto…) erfolgte als Single am 27. Oktober 1994 bei EMI Music. Diese erschien als CD-Maxi-Single mit einem Remix und dem Lied Zwirch & Zwabel als B-Seite (Katalognummer: 7243 8 63032 2 6). Am 18. November 1994 erschien das Lied als Teil des neunten EAV-Studioalbums Nie wieder Kunst (wie immer …) (Katalognummer: 8315112).
Um das Lied zu bewerben, trat die Band unter anderem am 8. Dezember 1994 in der ZDF Hitparade sowie am 30. April 1995 bei 1, 2 oder 3 auf.

## Inhalt
Der Text erzählt aus der Sicht eines männlichen lyrischen Ichs, welches sich schon seit Kindheitstagen nach einem eigenen Automobil sehnt. Als der Protagonist sich diesen Traum erfüllt, hat dieser nichts anderes im Kopf mehr, als mit 300 PS herum zu rasen. Eines Tages jedoch, als er von einem Porsche überholt wird, verliert er die Selbstbeherrschung da dieser 400 PS hat, was schlussendlich zu einem Auto-Unfall führt. Die letzte Strophe erzählt, dass der Rowdy nun in einer Gummizelle steckt.

## Chartplatzierungen
| ChartsChartplatzierungen | Höchstplatzierung | Wochen |
| ------------------------ | ----------------- | ------ |
| Österreich (Ö3)          | 5 (12 Wo.)        | 12     |